# Bryan Defares
Bryan Defares (Amsterdam, 14 giugno 1981) è un ex cestista olandese.